# Star (serie televisiva)
Star è una serie televisiva musical drama statunitense creata da Lee Daniels e Tom Donaghy per Fox. Racconta la storia di tre giovani cantanti di talento mentre si fanno strada nel mondo della musica, con protagoniste Jude Demorest, Brittany O'Grady e Ryan Destiny. La serie, ambientata ad Atlanta, è composta da musica originale, insieme a immaginarie sequenze musicali, come se fossero dei sogni. Co-protagonisti Queen Latifah, Benjamin Bratt, Amiyah Scott e Quincy Brown.
La serie è stata trasmessa dal 14 dicembre 2016. Con la messa in onda della serie, Amiyah Scott è diventata la terza persona transgender a interpretare un personaggio principale transgender in una serie televisiva drammatica in America, dopo Laverne Cox in Orange is the New Black e Jamie Clayton in Sense8.
Star è una produzione congiunta tra Lee Daniels Entertainment e 20th Century Fox Television. Il 22 febbraio 2017, Fox ha rinnovato la serie per una seconda stagione, andata in onda dal 27 settembre 2017, che si è andata a incrociare con l'altra serie della Fox, Empire.
Il 10 maggio 2018, la Fox ha rinnovato la serie per una terza stagione. La terza stagione è trasmessa dal 26 settembre 2018, e va in onda su Fox ogni mercoledì alle 21:00 in America. Il 10 maggio 2019, Fox ha cancellato la serie dopo tre stagioni.
La serie verrà resa disponibile in Italia su Disney+, come Star Original, a partire dal 2 marzo 2022.

## Trama
Star Davis, una ragazza orfana, lascia l'affidamento per salvare la sorella minore, Simone Davis, portata via e allontanata da lei dopo la morte della madre, dagli abusi fisici e sessuali della famiglia adottiva. Mentre sfuggono a tutto ciò, Star trova una cantautrice, Alexandra Crane, residente a New York che vive all'ombra della fama del padre. Star offre ad Alex un modo per fuggire e lasciare la città con loro per formare un gruppo musicale. Si trasferiscono ad Atlanta, in Georgia, e cercano rifugio in una madre surrogata, Carlotta Brown, intima e vecchia amica della madre di Star e Simone, con cui aveva un gruppo musicale. Carlotta aveva promesso di prendersi cura della ragazze dopo la morte della madre e di proteggerle. Convince le ragazze a lavorare per sbarcare il lunario e non vuole che le ragazze seguano il loro sogno, ma piuttosto vuole che partecipino attivamente alle attività religiose proposte dalla chiesa. Trovando le possibilità di realizzare i loro sogni, faticano per trovare un modo per ottenere un contratto discografico e trovano la speranza in produttore musicale Jahil Rivera. In pochi mesi diventano nuove artiste emergenti ad Atlanta guadagnandosi il nome di Big Trouble, affrontano nuovi problemi sia con la relazione interna del gruppo sia con il passato che ritorna a perseguitarle. Tuttavia sfuggono ai molti problemi del loro passato e iniziano a ottenere del successo. Big Trouble comincia subito a vincere importanti competizioni che le porta ad avere un importante contratto discografico. Le ragazze alla fine firmano con un'etichetta discografica, Midtown Sound come favore da parte della famiglia Lyon dell'Empire Entertainment e iniziano il loro viaggio come artiste professioniste R&B/Pop con il nome di Take 3. Successivamente apprendono che è difficile navigare nell'industria musicale in quanto sono costrette a sacrificare molto per rimanere famose e rilevanti mentre vanno in tour con artisti delle etichetta e si ritrovano costantemente in guerra tra loro.

## Personaggi e interpreti

### Personaggi principali
- Star Davis (stagione 1-3), interpretata da Jude Demorest, doppiata da Erica Necci.
Una diciottenne che ha passato la sua infanzia entrando e uscendo da numerose case adottive dopo la morte di sua madre, Mary. Volendo intraprendere la carriera musicale, forma un gruppo di ragazze, Take 3 (ex Big Trouble), con la sorellastra minore, Simone, e l'amica, Alex, conosciuta online. Sebbene abbia molto talento, la sua natura egoistica tende a infastidire gli altri. All'inizio della terza stagione inizia una carriere da solista e deve occuparsi delle conseguenze di una gravidanza inaspettata. Nella terza stagione, a metà serie, Star dà alla luce un figlio di nome Davis.
- Simone Davis (stagione 1-3), interpretata da Brittany O'Grady, doppiata da Alice Venditti. 
Sorellastra di 16 anni di Star. Viene salvata da Star dalla casa adottiva in cui è stata abusata da quando era stata affidata lì cinque anni prima. Mentre sostiene le ambizioni di sua sorella, Simone ha dei sogni tutti suoi e farà tutto il necessario per raggiungerli. Nella seconda stagione, finirà in custodia statale per abuso di marijuana. Viene liberata da Ayanna e finisce per sposare Angel nel tentativo di essere riaccusata.Quando viene deportato nella Repubblica Dominicana, lei lascia Atlanta per stare con lui.
- Alexandra "Alex" Crane (stagione 1-3), interpretata da Ryan Destiny, doppiata da Lucrezia Marricchi.
Una diciannovenne benestante cresciuta a New York ed è la migliore amica di Star. Sta cercando di uscire dall'ombra del padre famoso e di farcela da sola, e diventa sempre più coinvolta nella difesa politica con il fidanzato Derek. Tuttavia, lotta per fuggire alla sua relazione tossica con i suoi genitori, in particolare con la madre alcolizzata, Rose. Questa la porta a separarsi lentamente dalle altre ragazze per farsi un nome al di fuori delle Take 3 mentre si occupa ance degli effetti psicologici di essere sopravvissuta a un incidente aereo. Lei e Derek si sposano alla fine della terza stagione.
- Cotton Brown (stagione 1-3), interpretata da Amiyah Scott, doppiata da Guendalina Ward.
Figlia transgender di Carlotta Brown. Lavora nel salone di sua madre e aiuta le ragazze a dare il via alla loro carriera. Ha un rapporto travagliato con Carlotta, in quanto quest'ultima non ha accettato la transizione della figlia, e non capisce e supporta pienamente le difficoltà che deve affrontare come donna transessuale, anche se lentamente comincerà a starle più vicino. Dopo aver rubato del denaro al suo fidanzato Elliot, Cotton viene arrestata, ma alla fine verrà rilasciata. Lavora con Miss Bruss nel salone della madre. Originariamente nata uomo con il nome di Arno, aiuterà Star, Simone e Alex a trovare il loro manager.
- Derek Jones (stagione 1-3), interpretato da Quincy Brown, doppiato da Mirko Cannella.
Ragazzo dei quartieri bassi di Atlanta e fidanzato di Alex, vive accanto alle ragazze. Attivista per i diritti civili affiliato al movimento Black Lives Matter ed è impegnato nella disobbedienza civile. Dopo un incidente d'auto che lo lascia paralizzato dalla vita in giù, la loro relazione si fa tesa. Derek e Alex si lasciano dopo che questa lo tradisce con Noah Brooks. Inizia allora una relazione con la sua fisioterapista. Tuttavia, Derek e Alex si rimetteranno insieme e si sposeranno alla fine della terza stagione.
- Jahil Rivera (stagione 1-2; guest stagione 3),[12] interpretato da Benjamin Bratt, doppiato da Christian Iansante.
Un talent manager, crede che le Take 3 siano il suo biglietto per risalire in cima. Tuttavia, avrà problemi a gestire sia la dipendenza da cocaina che i suoi problemi economici. Nella seconda stagione, viene rivelato che ha finto la sua morte con l'aiuto di Carlotta per evitare di essere incastrato per l'omicidio di Hunter. Finirà per formare un nuovo duo con suo nipote Angel per competere con le Take 3. Nel finale di metà stagione, Agel lo licenzia come manager e lui va in overdose e in coma. Successivamente gli sparano mentre cerca di proteggere Andy e muore nella seconda stagione. Le ragazze lo conoscono in uno strip club, si è guadagnato l'antipatia di Carlotta a causa di una loro precedente storia d'amore e faccenda.
- Carlotta Renee Brown (stagione 1-3), interpretata da Queen Latifah, doppiata da Laura Romano.
Proprietaria di un salone di bellezza di Atlanta, aveva un duo R&B con Mary Davis, le Mixed Harmony negli anni '90. Diventa una seconda madre per le tre ragazze, anche se non approva i loro sogni musicali. Alla fine della prima stagione, prende il posto di Jahil come manager delle ragazze. I tentativi di far diventare le Take 3 famose si dimostrano in gran parte inefficaci in quanto e ragazze lottano con i loro problemi, e nel finale di metà seconda stagione, il salone viene bruciato. Nell'episodio "Mrs. Rivera", viene rivelato che lei e Jahil erano segretamente sposati. Alla fine viene promossa a una posizione di alto livello nella Midtown da Ayanna, e alla fine viene nominata capo della nuova Gravity Records di Mateo. Donna che vive nei quartieri bassi di Atlanta, ha cercato a lungo di guadagnarsi la custodia di Star e Simone, ma senza successo, fin quando loro non sono venute da lei in cerca di aiuto e di una casa.
- Miss Bruce (stagione 2; ricorrente 1), interpretata da Miss Lawrence, doppiata da Alessandro Sangugni.
Un parrucchiere genderfluid che lavora nel salone di Carlotta, subentrando a lei come proprietaria quando questa inizia a fare da manager delle Take 3.
- Noah Brooks (stagione 2), interpretato da Luke James, doppiato da Raffaele Carpentieri.
Un ex cantante di successo R&B della Midtown Sound che cerca di tornare famosa dopo essere caduto in miseria a causa dell'alcolismo. Affascinante dolce chiacchierone con una vena ambiziosa, e inizia una relazione con Alex, Star e Gigi,inizialmente per pubblicità, ma gradualmente inizia a provare qualcosa. al momento ha un contratto con l'etichetta discografica Midtown Sound.
- Ayanna Floyd (stagione 2), interpretata da Michael Michele, doppiata da Francesca Fiorentini.
Figlia di Charles Floyd, ha comprato l'etichetta midtown sound da suo padre e n è il capo fino alla fine della seconda stagione.
- Brody Dean (stagione 2), interpretato da Stephen Dorff, doppiato da Francesco Bulckaen.
Padre di Star, compare per pochi episodi per poi morire alla fine della seconda stagione all'insaputa di Star. Aiutò la figlia a ricordare la notte della morte della madre

### Personaggi secondari
- Roland Crane (stagione 1-3), interpretato da Lenny Kravitz, doppiato da Dario Oppido.
- Otis Leecan (stagione 1), interpretato da Darius McCrary, doppiato da Davide Marzi.
- Hunter Morgan (stagione 1), interpretato da Chad James Buchanan, doppiato da Manuel Meli.
- Arlene Morgan (stagione 1-2), interpretata da Nealla Gordon, doppiata da Roberta Pellini.
- Rose Spencer-Crane, interpretata da Naomi Campbell, doppiata da Giuppy Izzo.
- Pastore Bobby Harris (stagione 1), interpretato da Tyrese Gibson, doppiato da Fabio Boccanera.
- Danielle Jackson (stagione 1), interpretata da Jasmine Burke, doppiata da Giulia Catania.
- Eva (stagione 1), interpretata da Sharlene Taulé, doppiata da Ilaria Latini.
- Michelle (stagione 1), interpretata da Joseline Hernandez, doppiata da Sara Ferranti.
- Mary Davis (stagione 1-3), interpretata da Caroline Vreeland, doppiata da Gaia Bolognesi.
- Elliot (stagione 1-2), interpretato da Jack J. Yang, doppitao da Emiliano Coltorti.
- Rachel Wallace (stagione 1-3), interpretata da Paris Jackson, doppiata da Rossa Caputo.
- Andy (stagione 2), interpretato da Elijah Kelley, doppiato da Alessio Puccio.
- Angel Rivera (stagione 2), interpretato da Evan Ross, doppiato da Gabriele Patriarca.
- Maurice Jetter (stagione 2), interpretato da Lance Gross, doppiato da Marco Vivio.
- Karen (stagione 2), interpretata da Imani Lewis, doppiata da Giulia Franceschetti.
- Omari (stagione 2), interpretato da Justin Marcel McManus, doppiato da Marco Giansante.
- Christine Brown (stagione 2), interpretata da Patti LaBelle, doppiata da Anna Rita Pasanisi.
- Cassie Brown (stagione 2), interpretata da Brandy Norwood, doppiata da Federica De Bortoli.
- Gigi Nixon (stagione 2), interpretata da Keke Palmer, doppiata da Letizia Ciampa.

### Guest star
- Pumpkin, interpretata da Missy Elliott, doppiata da Tiziana Avarista.
- Jay Holland, interpretato da Mike Epps, doppiato da Simone D'Andrea.
- Jamal Lyon, interpretato da Jussie Smollett, doppiato da Davide Perino.
- Charles Floyd, interpretato da Richard Roundtree, doppiato da Carlo Valli.
- Joyce Renee, interpretata da Teyana Taylor, doppiata da Sabrina Duranti.
- Alcune apparizioni le hanno fatte anche Big Boi, Tiny, Gladys Knight, Porsha Williams, Kelly Price, Monica Brown e Quavo

## Episodi
| Stagione         | Episodi | Prima TV USA | Prima TV Italia |
| ---------------- | ------- | ------------ | --------------- |
| Prima stagione   | 12      | 2016-2017    | 2022            |
| Seconda stagione | 18      | 2017-2018    | 2022            |
| Terza stagione   | 18      | 2018-2019    | 2022            |

### Crossover
Il primo episodio della seconda stagione, The Winner Takes it All, costituisce un crossover con Empire.

## Produzione
Ad agosto 2015, la Fox ha annunciato l'ordine di un pilot per una potenziale serie musicale intitolata Star dal creatore di Empire Lee Daniels, mentre il 27 aprile 2016 ha ordinato 13 episodi.
Il 22 febbraio 2017, viene rinnovata per una seconda stagione. Il 10 maggio 2018, viene rinnovata anche per una terza stagione.
Il 10 maggio 2019, viene cancellata dopo tre stagioni.

## Distribuzione
La serie ha debuttato sulla Fox il 14 dicembre 2016.